# Julian Slater
Julian Slater é um sonoplasta britânico. Conhecido por Scott Pilgrim vs. the World, Mad Max: Fury Road e Hilary e Jackie, foi indicado ao Oscar de melhor edição de som e melhor mixagem de som na edição de 2018 por Baby Driver.